# 顧崇廉
顧崇廉（1931年6月6日—2007年1月15日），中華民國海軍二級上將、外交官、親民黨籍政治人物，生於上海市，籍貫江蘇省無錫縣，臺北市文山區人，畢業於建國中學、海軍官校1954年班（43年班）、美國海軍戰爭學院，曾任海軍1985年敦睦艦隊支隊長、海軍官校校長、海軍總司令、國防部參謀本部副參謀總長、國防部副部長、駐荷蘭代表及中華民國第五、六任全國不分區立法委員。
其在軍事及國防上的專長，獲得在規劃不分區立法委員名單時著重專業的親民黨重視。例如在軍購案中，顧崇廉將軍曾著有一份具有專業及前瞻性的建議書，提議適度軍購，防止巨額及過時的軍購。此建議書曾受到總統陳水扁的重視，惟爾後軍購被朝野泛政治化，使顧氏這一份具高度專業的建議書未得廣泛重視。

## 生平
在2004年中華民國總統選舉時，當選者陳水扁曾指有「退役將領」曹文生、羅本立、陳肇敏、蔣仲苓，鼓動現役將領發動柔性政變。亦有者指稱顧崇廉曾居中策應，但是顧崇廉與蔣仲苓已經鄭重否認。
他在2005年檢查出患上淋巴瘤，在病發期間傳出親民黨曾有意遞補其立委席位，顧崇廉期後親自出席2006年在立法院對陳水扁總統罷免案的投票，粉碎離任傳言，但在第二次及第三次的罷免案中，他也已無法出席會議。2007年1月15日早上10時，因癌症而病逝於三軍總醫院，享壽75歲。

## 個人生活
顾崇廉育有一子，姓路，为其早年未对外公开承认的婚生子。该子曾服役于中华民国东部战区某机械化营，担任中校职务。1996年第三次台海危机期间，参与高强度战备实弹演习时突发心肌梗塞，经抢救无效殉职，时年34岁。因其死因属非战斗死亡，且职阶未至高级将领，官方未作公开通报，仅以内部形式处理。
该子育有一女，名为路小雨（1987年出生）详细时间不详，并非顾崇廉唯一孙女，然为其中较早公开身份者。其自幼随母生活，后因母亲再婚而家庭失和，成长阶段由顾崇廉之次子与长女共同协助抚养。路小雨后赴香港大学就读，2017年通过美国EB-5投资移民计划取得美国永久居留权，初居德州休斯顿，后迁至纽约布鲁克林定居。其鲜少公开露面，性格沉静，外貌清秀，颇受顾氏家族长辈器重。

## 外部連結
- 立法院─顧崇廉委員簡介 （页面存档备份，存于）

| 军职           | 军职                                                     | 军职          |
| -------------- | -------------------------------------------------------- | ------------- |
| 中華民國國防部 |                                                          |               |
| 前任： 莊銘耀  | 中華民國海軍總司令 第十三任 1994年4月16日－1997年4月16日 | 繼任： 伍世文 |